# Airco DH 2

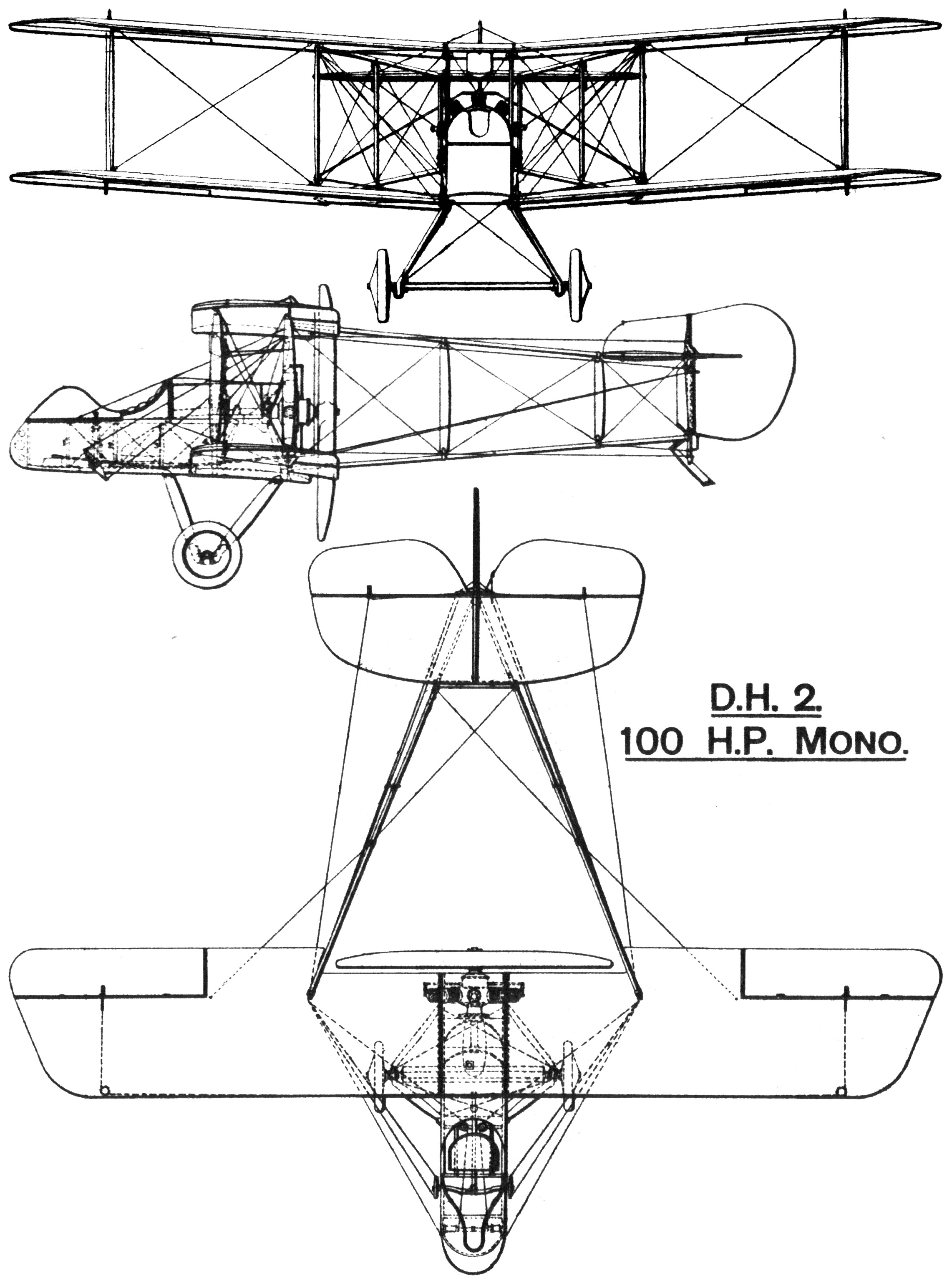

Airco DH 2 var ett ensitsigt brittiskt jaktflygplan under första världskriget.
DH 2 var Geoffrey de Havillands andra flygplanskonstruktion vid företaget Airco (Aircraft Manufacturing Company). Flygplanet konstruerades för att fungera som ett jaktflygplan på västfronten, med ett fritt skottfält framåt.
DH 2 tillverkades av trä och duk, flygplanskroppen var en fackverkskonstruktion som var öppen från vingarnas baksida fram till fenan. Flygplanet var dubbeldäckat där den undre vingen var placerad i nedre kanten av flygkroppens undersida, medan den övre vingen bars upp av fyra stöttor på vardera vinghalvan och fyra raka stöttor från flygplanskroppen. Både övre och undre vingparet var utrustade med skevroder. Under flygplanet var ett fast hjullanställ monterat centralt under vingen, i fenan fanns en sporrfjäder. Piloten satt i en öppen förarkabin framför motorn som drev en tvåbladig skjutande propeller. Som beväpning användes en lös Lewiskulspruta som kunde placeras i tre olika fasta hållare. Man kom ganska snabbt underfund om att det var bättre att montera kulsprutan i det främre fästet och rikta in flygplanet mot målet än att byta placering av kulsprutan under flygning. Merparten av flygplanen försågs med 100 hk Gnome Monosoupape roterande stjärnmotorer men man använde även en 110 hk Le Rhône 9J till de sist tillverkade flygplanen. Totalt tillverkade Airco 401 exemplar under 1915–1916.
När flygplanet drogs bort från aktiv tjänst som jaktflygplan 1917 överfördes flygplanen till tjänst som avancerat träningsflygplan.